# Amônio de Alexandria (gramático)
Amônio (em latim: Ammonius) foi um grego do final do século IV e início do século V, natural de Alexandria, no Egito. Atuou como gramático ao lado de Heládio e era sacerdote do macaco.  Em 391, foram obrigados a fugir devido as revoltas antipagãs. Foi para Constantinopla, onde fundou uma escola e tornar-se-ia mentor de Sócrates. De acordo com seu pupilo, muito se queixou pela forma como a imagem do deus macaco foi tratada. Possivelmente era autor ou revisor de um léxico de palavras iguais e diferentes (Περί ομοίων και διαφόρων λέξεων).